# Aythya
Aythya és un gènere d'ocells anseriformes de la família dels anàtids. Són ànecs bussejadors que reben el nom vulgar de morells, que també es fa extensiu als del gènere Bucephala. Viuen sobre aigües dolces d'arreu el món. Són aus grosses, amb potes curtes que han de córrer sobre la superfície de l'aigua per aixecar el vol. Hi ha un patent dimorfisme sexual, si bé els colors dels mascles no són massa cridaners, essent els colors més comuns el gris, bru o negre. No tenen mirall a l'ala. L'única espècie que cria regularment als Països Catalans és el morell cap-roig.

## Llistat d'espècies
Segons la classificació del IOC (versió 2.4, 2010) aquest gènere conté 12 espècies: 
- Morell americà (Aythya americana).
- Morell buixot (Aythya marila).
- Morell cap-roig (Aythya ferina).
- Morell australià (Aythya australis).
- Morell de Baer (Aythya baeri).
- Morell de collar (Aythya collaris).
- Morell dorsiblanc (Aythya valisineria).
- Morell de Madagascar (Aythya innotata), probablement extint.
- Morell de Nova Zelanda (Aythya novaeseelandiae).
- Morell de plomall (Aythya fuligula).
- Morell petit (Aythya affinis).
- Morell xocolater (Aythya nyroca).